# Quidam

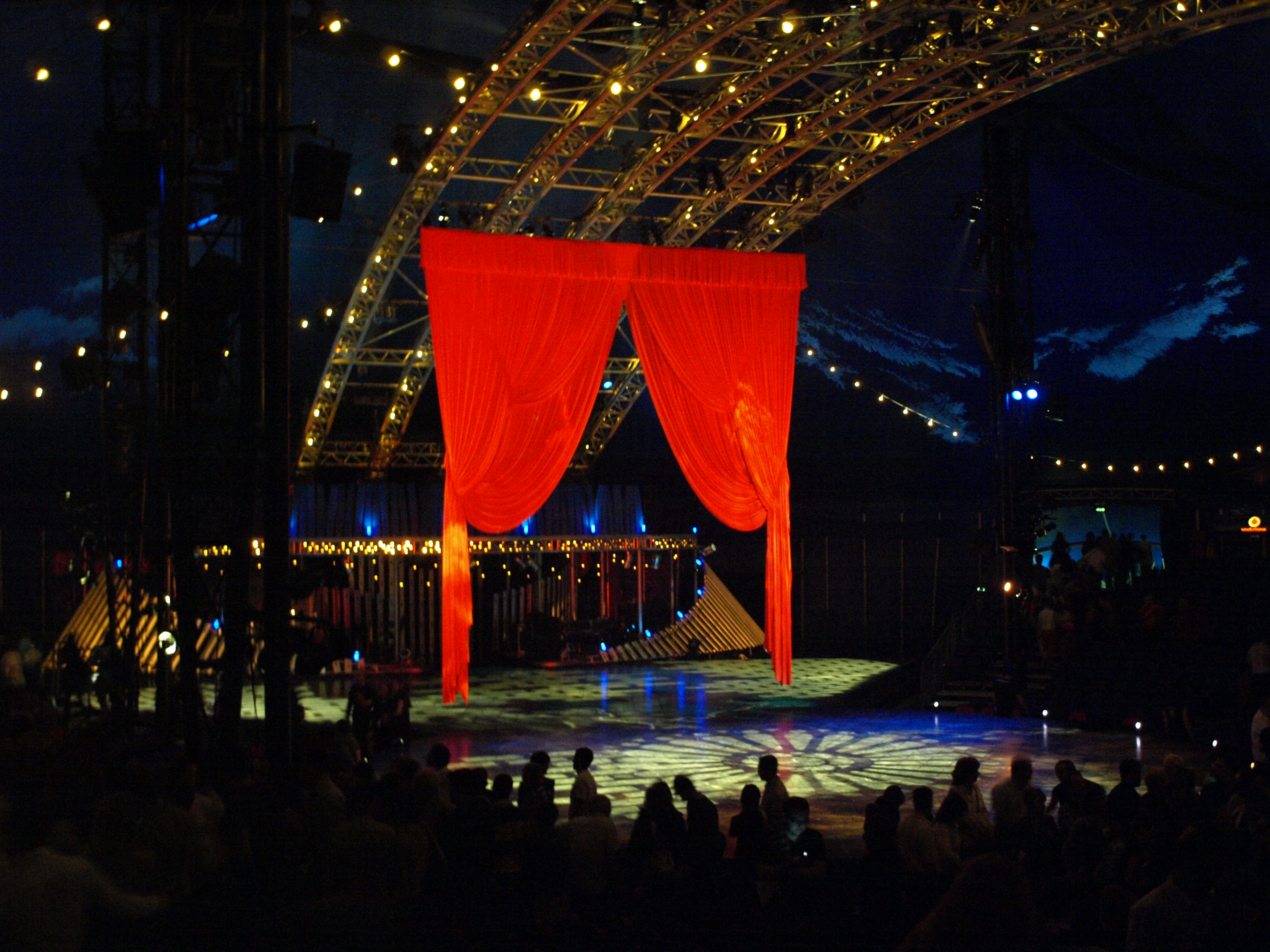
De show Quidam van Cirque du Soleil.

Quidam is een show van Cirque du Soleil die toert sinds april 1996. De show is een creatie van en werd geregisseerd door Franco Dragone.
De show Quidam gaat over een jong meisje, genaamd Zoe. De hele show speelt zich af in haar gedachten en geeft een kijk in de fantasiewereld van een klein meisje.
Quidam bestaat uit verscheiden optredens, waaronder balanceren, rhönrad, clowns, trapeze, diabolo's, acrobatiek, zang en dans.
De naam Quidam is Latijn voor "een zeker iemand/iets" en refereert aan de persoon zonder hoofd die een rol in de show speelt. Quidam is tevens de belichaming van zowel iedereen, de anonieme massa, als niemand.